# Rosa Winter
Rosa Johanna Winter (* 29. Dezember 1923 in Königswiesen als Rosa Johanna Kerndlbacher; † 16. Mai 2005 in Linz) war eine österreichische KZ-Überlebende.

## Leben
Rosa Winter wurde am 29. Dezember 1923 als uneheliches Kind der Johanna Lehmann (* 16. Dezember 1895 bei Unlingen, Bezirk Riedlingen) und des Johann Kerndlbacher (* 5. Juni 1893 in Unterbuchen bei Bad Heilbrunn, Bezirk Tölz, Oberbayern) in eine Sintifamilie in Königswiesen geboren und am 30. Dezember 1923 auf den Namen Rosa Johanna getauft. Die Eltern hatten ursprünglich angegeben, dass sie angeblich im Juni 1914 in Görz, Jugoslawien, geheiratet hatten, was auch so beim Taufbucheintrag zu Rosa Winter vermerkt wurde. Laut einem Bescheid vom Oktober 1940 war ihre Mutter zum Zeitpunkt der Geburt jedoch unverheiratet gewesen, weshalb auch der Vater aus dem Taufbucheintrag gestrichen wurde. Die Familie lebte reisend, der Vater verkaufte Waren auf den verschiedenen Märkten Österreichs. Rosa besuchte keine Schule.
Im Herbst 1939 wurde der Besitz der Familie im Rahmen der Verfolgung der Roma und Sinti durch die Nationalsozialisten in Salzburg konfisziert. Gemäß dem Festsetzungserlass wurde die Familie zunächst in ein Sammellager am Gelände der Trabrennbahn Parsch (Aigen) gebracht, im September 1940 in das Zwangslager Salzburg-Maxglan. Kerndlbacher wurde für den Straßenbau eingesetzt.
Für den Film Tiefland von Leni Riefenstahl zwangsrekrutierte die Produktionsfirma Sinti und Roma aus dem Lager Maxglan, die Spanier darstellen sollten. Auch Rosa Kerndlbacher wurde ausgesucht und für die Dreharbeiten nach Mittenwald gebracht. Am Drehort erwartete die Statisten eine bessere Verpflegung als in den Lagern, jedoch wurden sie nach Ende der Dreharbeiten von Riefenstahls Produktion „nicht mehr benötigt“.
Nach kurzer Flucht gefasst, wurde Rosa später ins Frauen-KZ Ravensbrück verschleppt. Rosa Winter war die einzige Überlebende ihrer Familie, alle Angehörigen wurden ermordet.
Bekannt wurde Rosa Winter 2003 durch den Film Vom Leben und Überleben, eine Dokumentation über sechs Überlebende des Frauenkonzentrationslagers Ravensbrück, und das Buch Uns hat es nicht geben sollen. 2004 erhielt sie das Goldene Verdienstzeichen des Landes Oberösterreich.